# Município de Richland (condado de Darke, Ohio)
O município de Richland (em inglês: Richland Township) é um município localizado no condado de Darke no estado estadounidense de Ohio. No ano de 2010 tinha uma população de 841 habitantes e uma densidade populacional de 15,32 pessoas por km².

## Geografia
O município de Richland encontra-se localizado nas coordenadas 40° 11′ 23″ N, 84° 34′ 18″ O. Segundo a Departamento do Censo dos Estados Unidos, o município tem uma superfície total de 54.89 km², da qual 54,79 km² correspondem a terra firme e (0,19 %) 0,1 km² é água.

## Demografia
Segundo o censo de 2010, tinha 841 pessoas residindo no município de Richland. A densidade populacional era de 15,32 hab./km². Dos 841 habitantes, o município de Richland estava composto pelo 98,81 % brancos, o 0,12 % eram afroamericanos, o 0,36 % eram de outras raças e o 0,71 % eram de uma mistura de raças. Do total da população o 0,83 % eram hispanos ou latinos de qualquer raça.